# Темелеуцы (Флорештский район)
Темелеуцы, Темелеуць (рум. Temeleuţi) — село в Флорештском районе Молдавии. Относится к сёлам, не образующим коммуну.

## География
Село расположено на высоте 186 метров над уровнем моря.

## Население
По данным переписи населения 2004 года, в селе Темелеуць проживает 1185 человек (589 мужчин, 596 женщин).
Этнический состав села:
| Национальность | Число жителей | Процентный состав |
| -------------- | ------------- | ----------------- |
| молдаване      | 1162          | 98,06             |
| украинцы       | 11            | 0,93              |
| русские        | 8             | 0,68              |
| румыны         | 3             | 0,25              |
| прочие         | 1             | 0,08              |
| Всего          | 1185          | 100 %             |

## Достопримечательности
- Музей села Темелеуцы.